# Danh sách nhà vô địch UEFA Intertoto Cup

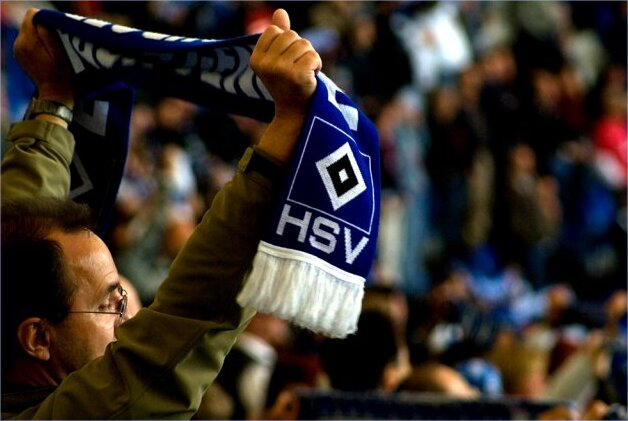
Hamburg sở hữu kỷ lục hai lần đăng quang UEFA Intertoto Cup, chia sẻ thành tích trên với Schalke 04, Stuttgart và Villarreal.

UEFA Intertoto Cup là một giải đấu bóng đá châu Âu khởi tranh vào mùa hè dành cho những câu lạc bộ không đủ điều kiện tham dự UEFA Champions League hay UEFA Cup. Giải đấu đem đến "một sự lựa chọn để giành vé góp mặt ở UEFA Cup", tuy nhiên nó không nhận được sự đồng thuận chính thức từ Liên đoàn bóng đá châu Âu (UEFA) cho đến năm 1995, và đến 2009 thì bị giải thể.
Mùa bóng đầu tiên có hai nhà vô địch, do đó cả hai đội bóng này đều giành quyền dự UEFA Cup mùa 1995–96; hai câu lạc bộ kể trên là Strasbourg và Bordeaux. Từ mùa giải kế tiếp đến mùa 2005, ba câu lạc bộ đã được trao Cúp Intertoto, trong đó các đại diện của Pháp gặt hái nhiều thành công nhất. Năm 2006, ban tổ chức đã điều chỉnh thể thức để cho phép 11 câu lạc bộ góp mặt ở vòng loại thứ hai của UEFA Cup, trong đó Cúp Intertoto sẽ được dành cho đội lọt vào giải đấu sâu nhất. Lúc đầu giải được tổ chức theo thể thức hai lượt trận, mỗi lượt trận diễn ra trên sân của từng câu lạc bộ thi đấu.
Hamburg, Villarreal, Schalke 04 và Stuttgart đồng sở hữu kỷ lục nhiều chức vô địch nhất, khi mỗi đội đã có hai lần đăng quang. Những đội bóng duy nhất bảo vệ thành công ngôi vô địch UEFA Intertoto Cup là Villarreal và Schalke 04, hai đội này đều tái đoạt cúp năm 2004 sau khi từng đăng quang ở mùa bóng trước. Các đội bóng đến từ Pháp tỏ ra áp đảo về số lần giành ngôi vương ở giải đấu này, khi có 12 nhà vô địch đến từ quốc gia này.

## Danh sách trận đấu
| dagger | Trận thắng sau hiệp phụ                                     |
| *      | Trận thắng bằng loạt sút luân lưu sau khi kết thúc hiệp phụ |

| Năm     | Quốc gia                                                                                  | Vô địch             | Tỉ số | Á quân                 | Quốc gia             | Sân thi đấu                             | Địa điểm                              |
| ------- | ----------------------------------------------------------------------------------------- | ------------------- | ----- | ---------------------- | -------------------- | --------------------------------------- | ------------------------------------- |
| 1995    | Pháp                                                                                      | Bordeaux            | 2–0   | Karlsruhe              | Đức                  | Wildparkstadion                         | Karlsruhe, Đức                        |
| 1995    | Pháp                                                                                      | Bordeaux            | 2–2   | Karlsruhe              | Đức                  | Parc Lescure                            | Bordeaux, Pháp                        |
| 1995    | Bordeaux giành chiến thắng 4–2 chung cuộc                                                 |                     |       |                        |                      |                                         |                                       |
| 1995    | Pháp                                                                                      | Strasbourg          | 1–1   | Tirol Innsbruck        | Áo                   | Tivoli Neu                              | Innsbruck, Áo                         |
| 1995    | Pháp                                                                                      | Strasbourg          | 6–1   | Tirol Innsbruck        | Áo                   | Sân vận động Meinau                     | Strasbourg, Pháp                      |
| 1995    | Strasbourg giành chiến thắng 7–2 chung cuộc                                               |                     |       |                        |                      |                                         |                                       |
| 1996    | Đức                                                                                       | Karlsruhe           | 0–1   | Standard Liège         | Bỉ                   | Stade Maurice Dufrasne                  | Liege, Bỉ                             |
| 1996    | Đức                                                                                       | Karlsruhe           | 3–1   | Standard Liège         | Bỉ                   | Wildparkstadion                         | Karlsruhe, Đức                        |
| 1996    | Karlsruhe giành chiến thắng 3–2 chung cuộc                                                |                     |       |                        |                      |                                         |                                       |
| 1996    | Pháp                                                                                      | Guingamp            | 1-2   | Rotor Volgograd        | Nga                  | Central Stadium                         | Volgograd, Nga                        |
| 1996    | Pháp                                                                                      | Guingamp            | 1–0   | Rotor Volgograd        | Nga                  | Sân vận động Roudourou                  | Guingamp, Pháp                        |
| 1996    | Tỉ số chung cuộc: 2–2, Guingamp giành chiến thắng nhờ luật bàn thắng sân khách            |                     |       |                        |                      |                                         |                                       |
| 1996    | Đan Mạch                                                                                  | Silkeborg           | 2–1   | Segesta                | Croatia              | Gradski Stadion                         | Sisak, Croatia                        |
| 1996    | Đan Mạch                                                                                  | Silkeborg           | 0-1   | Segesta                | Croatia              | Silkeborg Stadion                       | Silkeborg, Đan Mạch                   |
| 1996    | Tỉ số chung cuộc: 2–2, Silkeborg giành chiến thắng nhờ luật bàn thắng sân khách           |                     |       |                        |                      |                                         |                                       |
| 1997    | Pháp                                                                                      | Auxerre             | 0–0   | Duisburg               | Đức                  | Wedaustadion                            | Duisburg, Đức                         |
| 1997    | Pháp                                                                                      | Auxerre             | 2–0   | Duisburg               | Đức                  | Stade de l'Abbé-Deschamps               | Auxerre, Pháp                         |
| 1997    | Auxerre giành chiến thắng 2–0 chung cuộc                                                  |                     |       |                        |                      |                                         |                                       |
| 1997    | Pháp                                                                                      | Bastia              | 1–0   | Halmstad               | Thụy Điển            | Örjans Vall                             | Halmstad, Thụy Điển                   |
| 1997    | Pháp                                                                                      | Bastia              | 1–1   | Halmstads              | Thụy Điển            | Stade Armand Cesari                     | Bastia, Pháp                          |
| 1997    | Bastia giành chiến thắng 2–1 chung cuộc                                                   |                     |       |                        |                      |                                         |                                       |
| 1997    | Pháp                                                                                      | Lyon                | 1–0   | Montpellier            | Pháp                 | Stade de la Mosson                      | Montpellier, Pháp                     |
| 1997    | Pháp                                                                                      | Lyon                | 3–2   | Montpellier            | Pháp                 | Stade Gerland                           | Lyon, Pháp                            |
| 1997    | Lyon giành chiến thắng 4–2 chung cuộc                                                     |                     |       |                        |                      |                                         |                                       |
| 1998    | Tây Ban Nha                                                                               | Valencia            | 2–0   | Salzburg               | Áo                   | Stadion Lehen                           | Salzburg, Áo                          |
| 1998    | Tây Ban Nha                                                                               | Valencia            | 2–1   | Salzburg               | Áo                   | Sân vận động Mestalla                   | Valencia, Tây Ban Nha                 |
| 1998    | Valencia giành chiến thắng 4–1 chung cuộc                                                 |                     |       |                        |                      |                                         |                                       |
| 1998    | Đức                                                                                       | Werder Bremen       | 1–0   | Vojvodina              | Serbia và Montenegro | Weserstadion                            | Bremen, Đức                           |
| 1998    | Đức                                                                                       | Werder Bremen       | 1–1   | Vojvodina              | Serbia và Montenegro | Sân vận động Karađorđe                  | Novi Sad, Serbia, Cộng hòa Yugoslavia |
| 1998    | Werder Bremen giành chiến thắng 2–1 chung cuộc                                            |                     |       |                        |                      |                                         |                                       |
| 1998    | Ý                                                                                         | Bologna             | 1–0   | Ruch Chorzów           | Ba Lan               | Sân vận động Renato Dall'Ara            | Bologna, Ý                            |
| 1998    | Ý                                                                                         | Bologna             | 2–0   | Ruch Chorzów           | Ba Lan               | Stadion Ruchu                           | Chorzów, Ba Lan                       |
| 1998    | Bologna giành chiến thắng 3–0 chung cuộc                                                  |                     |       |                        |                      |                                         |                                       |
| 1999    | Pháp                                                                                      | Montpellier         | 1–1   | Hamburg                | Đức                  | Stade de la Mosson                      | Montpellier, Pháp                     |
| 1999    | Pháp                                                                                      | Montpellier         | 1–1   | Hamburg                | Đức                  | Volksparkstadion                        | Hamburg, Đức                          |
| 1999    | Tỉ số chung cuộc: 2–2, Montpellier giành chiến thắng 3–0 trong loạt sút luân lưu*         |                     |       |                        |                      |                                         |                                       |
| 1999    | Ý                                                                                         | Juventus            | 2–0   | Rennes                 | Pháp                 | Sân vận động Alpi                       | Torino, Ý                             |
| 1999    | Ý                                                                                         | Juventus            | 2–2   | Rennes                 | Pháp                 | Stade de la Route de Lorient            | Rennes, Pháp                          |
| 1999    | Juventus giành chiến thắng 4–2 chung cuộc                                                 |                     |       |                        |                      |                                         |                                       |
| 1999    | Anh                                                                                       | West Ham United     | 0–1   | Metz                   | Pháp                 | Upton Park                              | Luân Đôn, Anh                         |
| 1999    | Anh                                                                                       | West Ham United     | 3–1   | Metz                   | Pháp                 | Sân vận động Thành phố Saint-Symphorien | Metz, Pháp                            |
| 1999    | West Ham United giành chiến thắng 3–2 chung cuộc                                          |                     |       |                        |                      |                                         |                                       |
| 2000    | Ý                                                                                         | Udinese             | 2–2   | Sigma Olomouc          | Cộng hòa Séc         | Andrův stadion                          | Olomouc, Cộng hòa Séc                 |
| 2000    | Ý                                                                                         | Udinese             | 4–2   | Sigma Olomouc          | Cộng hòa Séc         | Sân vận động Friuli                     | Udine, Ý                              |
| 2000    | Udinese giành chiến thắng 6–4 chung cuộc                                                  |                     |       |                        |                      |                                         |                                       |
| 2000    | Tây Ban Nha                                                                               | Celta Vigo          | 2–1   | Zenit St Petersburg    | Nga                  | Estadio Balaídos                        | Vigo, Tây Ban Nha                     |
| 2000    | Tây Ban Nha                                                                               | Celta Vigo          | 2–2   | Zenit St Petersburg    | Nga                  | Petrovsky Stadium                       | Saint Petersburg, Nga                 |
| 2000    | Celta Vigo giành chiến thắng 4–3 chung cuộc                                               |                     |       |                        |                      |                                         |                                       |
| 2000    | Đức                                                                                       | Stuttgart           | 2–0   | Auxerre                | Pháp                 | Stade de l'Abbé-Deschamps               | Auxerre, Pháp                         |
| 2000    | Đức                                                                                       | Stuttgart           | 1–1   | Auxerre                | Pháp                 | Neckarstadion                           | Stuttgart, Đức                        |
| 2000    | Stuttgart giành chiến thắng 3–1 chung cuộc                                                |                     |       |                        |                      |                                         |                                       |
| 2001    | Anh                                                                                       | Aston Villa         | 1–1   | Basel                  | Thụy Sĩ              | St. Jakob-Park                          | Basel, Thụy Sĩ                        |
| 2001    | Anh                                                                                       | Aston Villa         | 4–1   | Basel                  | Thụy Sĩ              | Villa Park                              | Birmingham, Anh                       |
| 2001    | Aston Villa giành chiến thắng 5–2 chung cuộc                                              |                     |       |                        |                      |                                         |                                       |
| 2001    | Pháp                                                                                      | Pars Saint-Germain  | 0–0   | Brescia                | Ý                    | Sân vận động Công viên các Hoàng tử     | Paris, Pháp                           |
| 2001    | Pháp                                                                                      | Paris Saint-Germain | 1–1   | Brescia                | Ý                    | Stadio Mario Rigamonti                  | Brescia, Ý                            |
| 2001    | Tỉ số chung cuộc: 1–1, Paris Saint-Germain giành chiến thắng nhờ luật bàn thắng sân khách |                     |       |                        |                      |                                         |                                       |
| 2001    | Pháp                                                                                      | Troyes              | 0–0   | Newcastle United       | Anh                  | Stade de l'Aube                         | Troyes, Pháp                          |
| 2001    | Pháp                                                                                      | Troyes              | 4–4   | Newcastle United       | Anh                  | St James' Park                          | Newcastle, Anh                        |
| 2001    | Tỉ số chung cuộc: 4–4, Troyes giành chiến thắng nhờ luật bàn thắng sân khách              |                     |       |                        |                      |                                         |                                       |
| 2002    | Tây Ban Nha                                                                               | Málaga              | 1–0   | Villarreal             | Tây Ban Nha          | El Madrigal                             | Villarreal, Tây Ban Nha               |
| 2002    | Tây Ban Nha                                                                               | Málaga              | 1–1   | Villarreal             | Tây Ban Nha          | Sân vận động La Rosaleda                | Málaga, Tây Ban Nha                   |
| 2002    | Málaga giành chiến thắng 2–1 chung cuộc                                                   |                     |       |                        |                      |                                         |                                       |
| 2002    | Anh                                                                                       | Fulham              | 2–2   | Bologna                | Ý                    | Sân vận động Renato Dall'Ara            | Bologna, Ý                            |
| 2002    | Anh                                                                                       | Fulham              | 3–1   | Bologna                | Ý                    | Loftus Road                             | Luân Đôn, Anh                         |
| 2002    | Fulham giành chiến thắng 5–3 chung cuộc                                                   |                     |       |                        |                      |                                         |                                       |
| 2002    | Đức                                                                                       | Stuttgart           | 0–1   | Lille                  | Pháp                 | Stade Grimonprez Jooris                 | Lille, Pháp                           |
| 2002    | Đức                                                                                       | Stuttgart           | 2–0   | Lille                  | Pháp                 | Neckarstadion                           | Stuttgart, Đức                        |
| 2002    | Stuttgart giành chiến thắng 2–1 chung cuộc                                                |                     |       |                        |                      |                                         |                                       |
| 2003    | Đức                                                                                       | Schalke             | 2–0   | Pasching               | Áo                   | Waldstadion                             | Pasching, Áo                          |
| 2003    | Đức                                                                                       | Schalke             | 0–0   | Pasching               | Áo                   | Arena AufSchalke                        | Gelsenkirchen, Đức                    |
| 2003    | Schalke 04 giành chiến thắng 2–0 chung cuộc                                               |                     |       |                        |                      |                                         |                                       |
| 2003    | Tây Ban Nha                                                                               | Villarreal          | 2–1   | Heerenveen             | Hà Lan               | Abe Lenstra Stadion                     | Heerenveen, Hà Lan                    |
| 2003    | Tây Ban Nha                                                                               | Villarreal          | 0–0   | Heerenveen             | Hà Lan               | El Madrigal                             | Villarreal, Tây Ban Nha               |
| 2003    | Villarreal giành chiến thắng 2–1 chung cuộc                                               |                     |       |                        |                      |                                         |                                       |
| 2003    | Ý                                                                                         | Perugia             | 1–0   | Wolfsburg              | Đức                  | Sân vận động Renato Curi                | Perugia, Ý                            |
| 2003    | Ý                                                                                         | Perugia             | 2–0   | Wolfsburg              | Đức                  | Volkswagen Arena                        | Wolfsburg, Đức                        |
| 2003    | Perugia giành chiến thắng 3–0 chung cuộc                                                  |                     |       |                        |                      |                                         |                                       |
| 2004    | Pháp                                                                                      | Lille               | 0–0   | Leiria                 | Bồ Đào Nha           | Stadium Lille-Metropole                 | Lille, Pháp                           |
| 2004    | Pháp                                                                                      | Lille               | 2–0   | Leiria                 | Bồ Đào Nha           | Estádio Dr. Magalhães Pessoa            | Leiria, Bồ Đào Nha                    |
| 2004    | Lille giành chiến thắng 2–0 chung cuộc                                                    |                     |       |                        |                      |                                         |                                       |
| 2004    | Đức                                                                                       | Schalke             | 2–1   | Slovan Liberec         | Cộng hòa Séc         | Arena AufSchalke                        | Gelsenkirchen, Đức                    |
| 2004    | Đức                                                                                       | Schalke             | 1–0   | Slovan Liberec         | Cộng hòa Séc         | U Nisy Stadium                          | Liberec, Cộng hòa Séc                 |
| 2004    | Schalke 04 giành chiến thắng 3–1 chung cuộc                                               |                     |       |                        |                      |                                         |                                       |
| 2004    | Tây Ban Nha                                                                               | Villarreal          | 2–0   | Atlético Madrid        | Tây Ban Nha          | El Madrigal                             | Villarreal, Tây Ban Nha               |
| 2004    | Tây Ban Nha                                                                               | Villarreal          | 0–2   | Atlético Madrid        | Tây Ban Nha          | Vicente Calderón                        | Madrid, Tây Ban Nha                   |
| 2004    | Tỉ số chung cuộc: 2–2, Villarreal giành chiến thắng 3–1 trong loạt sút luân lưu *         |                     |       |                        |                      |                                         |                                       |
| 2005    | Pháp                                                                                      | Lens                | 1–1   | CFR Cluj               | România              | Sân vận động Dr. Constantin Rădulescu   | Cluj-Napoca, România                  |
| 2005    | Pháp                                                                                      | Lens                | 3–1   | CFR Cluj               | România              | Sân vận động Félix-Bollaert             | Lens, Pháp                            |
| 2005    | Lens giành chiến thắng 4–2 chung cuộc                                                     |                     |       |                        |                      |                                         |                                       |
| 2005    | Pháp                                                                                      | Marseille           | 0–2   | Deportivo La Coruña    | Tây Ban Nha          | Riazor                                  | A Coruña, Tây Ban Nha                 |
| 2005    | Pháp                                                                                      | Marseille           | 5–1   | Deportivo de La Coruña | Tây Ban Nha          | Sân vận động Vélodrome                  | Marseille, Pháp                       |
| 2005    | Marseille giành chiến thắng 5–3 chung cuộc                                                |                     |       |                        |                      |                                         |                                       |
| 2005    | Đức                                                                                       | Hamburg             | 1–0   | Valencia               | Tây Ban Nha          | HSH Nordbank Arena                      | Hamburg, Đức                          |
| 2005    | Đức                                                                                       | Hamburg             | 0–0   | Valencia               | Tây Ban Nha          | Sân vận động Mestalla                   | Valencia, Tây Ban Nha                 |
| 2005    | Hamburg giành chiến thắng 1–0 chung cuộc                                                  |                     |       |                        |                      |                                         |                                       |
| 2006[A] | Anh                                                                                       | Newcastle United    | 1–1   | Lillestrøm             | Na Uy                | St James' Park                          | Newcastle, Anh                        |
| 2006[A] | Anh                                                                                       | Newcastle United    | 3–0   | Lillestrøm             | Na Uy                | Åråsen stadion                          | Lillestrøm, Na Uy                     |
| 2006[A] | Newcastle United giành chiến thắng 4–1 chung cuộc                                         |                     |       |                        |                      |                                         |                                       |
| 2007[B] | Đức                                                                                       | Hamburg             | 1–1   | Dacia Chişinău         | Moldova              | Stadionul Republican                    | Chişinău, Moldova                     |
| 2007[B] | Đức                                                                                       | Hamburg             | 4–0   | Dacia Chişinău         | Moldova              | HSH Nordbank Arena                      | Hamburg, Đức                          |
| 2007[B] | Hamburg giành chiến thắng 5–1 chung cuộc                                                  |                     |       |                        |                      |                                         |                                       |
| 2008[C] | Bồ Đào Nha                                                                                | Braga               | 2–0   | Sivasspor              | Thổ Nhĩ Kỳ           | 4 Eylül                                 | Sivas, Thổ Nhĩ Kỳ                     |
| 2008[C] | Bồ Đào Nha                                                                                | Braga               | 3–0   | Sivasspor              | Thổ Nhĩ Kỳ           | Estádio Municipal de Braga              | Braga, Bồ Đào Nha                     |
| 2008[C] | Braga giành chiến thắng 5–0 chung cuộc                                                    |                     |       |                        |                      |                                         |                                       |

Chú giải
1. ^ Newcastle United đoạt danh hiệu UEFA Intertoto Cup mùa 2006, sau khi là đội lọt vào sâu nhất trong số 11 đội giành quyền tham dự UEFA Cup thông qua UEFA Intertoto Cup. Trận đấu hiển thị ở đây đại diện cho trận đấu cuối cùng của họ tại Intertoto Cup.
2. ^ Hamburg đoạt danh hiệu UEFA Intertoto Cup mùa 2007, sau khi là đội lọt vào sâu nhất trong số 11 đội giành quyền tham dự UEFA Cup thông qua UEFA Intertoto Cup. Trận đấu hiển thị ở đây đại diện cho trận đấu cuối cùng của họ tại Intertoto Cup.
3. ^ Braga đoạt danh hiệu UEFA Intertoto Cup mùa 2008, sau khi là đội lọt vào sâu nhất trong số 11 đội giành quyền tham dự UEFA Cup thông qua the UEFA Intertoto Cup. Trận đấu hiển thị ở đây đại diện cho trận đấu cuối cùng của họ tại Intertoto Cup.

## Thống kê thành tích

### Theo câu lạc bộ
| Đội bóng            | Vô địch | Á quân | Năm vô địch | Năm á quân |
| ------------------- | ------- | ------ | ----------- | ---------- |
| Hamburg             | 2       | 1      | 2005, 2007  | 1999       |
| Villarreal          | 2       | 1      | 2003, 2004  | 2002       |
| Stuttgart           | 2       | 0      | 2000, 2002  | —          |
| Schalke 04          | 2       | 0      | 2003, 2004  | —          |
| Karlsruhe           | 1       | 1      | 1996        | 1995       |
| Auxerre             | 1       | 1      | 1997        | 2000       |
| Bologna             | 1       | 1      | 1998        | 2002       |
| Valencia            | 1       | 1      | 1998        | 2005       |
| Montpellier         | 1       | 1      | 1999        | 1997       |
| Lille               | 1       | 1      | 2004        | 2002       |
| Newcastle United    | 1       | 1      | 2006        | 2001       |
| Braga               | 1       | 0      | 2008        | —          |
| Bordeaux            | 1       | 0      | 1995        | —          |
| Strasbourg          | 1       | 0      | 1995        | —          |
| Guingamp            | 1       | 0      | 1996        | —          |
| Silkeborg           | 1       | 0      | 1996        | —          |
| Bastia              | 1       | 0      | 1997        | —          |
| Lyon                | 1       | 0      | 1997        | —          |
| Werder Bremen       | 1       | 0      | 1998        | —          |
| West Ham United     | 1       | 0      | 1999        | —          |
| Juventus            | 1       | 0      | 1999        | —          |
| Celta Vigo          | 1       | 0      | 2000        | —          |
| Udinese             | 1       | 0      | 2000        | —          |
| Troyes              | 1       | 0      | 2001        | —          |
| Paris Saint-Germain | 1       | 0      | 2001        | —          |
| Aston Villa         | 1       | 0      | 2001        | —          |
| Fulham              | 1       | 0      | 2002        | —          |
| Málaga              | 1       | 0      | 2002        | —          |
| Perugia             | 1       | 0      | 2003        | —          |
| Marseille           | 1       | 0      | 2005        | —          |
| Lens                | 1       | 0      | 2005        | —          |
| Tirol Innsbruck     | 0       | 1      | —           | 1995       |
| Rotor Volgograd     | 0       | 1      | —           | 1996       |
| Segesta             | 0       | 1      | —           | 1996       |
| Standard Liège      | 0       | 1      | —           | 1996       |
| Halmstad            | 0       | 1      | —           | 1997       |
| Duisburg            | 0       | 1      | —           | 1997       |
| Vojvodina           | 0       | 1      | —           | 1998       |
| Ruch Chorzów        | 0       | 1      | —           | 1998       |
| Salzburg            | 0       | 1      | —           | 1998       |
| Metz                | 0       | 1      | —           | 1999       |
| Stade Rennais       | 0       | 1      | —           | 1999       |
| Zenit St Petersburg | 0       | 1      | —           | 2000       |
| Sigma Olomouc       | 0       | 1      | —           | 2000       |
| Basel               | 0       | 1      | —           | 2001       |
| Brescia             | 0       | 1      | —           | 2001       |
| Heerenveen          | 0       | 1      | —           | 2003       |
| Wolfsburg           | 0       | 1      | —           | 2003       |
| Pasching            | 0       | 1      | —           | 2003       |
| Leiria              | 0       | 1      | —           | 2004       |
| Atlético Madrid     | 0       | 1      | —           | 2004       |
| Slovan Liberec      | 0       | 1      | —           | 2004       |
| CFR Cluj            | 0       | 1      | —           | 2005       |
| Deportivo           | 0       | 1      | —           | 2005       |

### Theo quốc gia
| Quốc gia             | Vô địch | Á quân |
| -------------------- | ------- | ------ |
| Pháp                 | 12      | 5      |
| Đức                  | 8       | 4      |
| Tây Ban Nha          | 5       | 4      |
| Ý                    | 4       | 2      |
| Anh                  | 4       | 1      |
| Bồ Đào Nha           | 1       | 1      |
| Đan Mạch             | 1       | 0      |
| Áo                   | 0       | 3      |
| Cộng hòa Séc         | 0       | 2      |
| Nga                  | 0       | 2      |
| Bỉ                   | 0       | 1      |
| Croatia              | 0       | 1      |
| Hà Lan               | 0       | 1      |
| Serbia và Montenegro | 0       | 1      |
| Ba Lan               | 0       | 1      |
| România              | 0       | 1      |
| Thụy Sĩ              | 0       | 1      |
| Thụy Điển            | 0       | 1      |
| Thổ Nhĩ Kỳ           | 0       | 1      |